# Federico IV del Palatinado
Federico IV del Palatinado (Amberg, 5 de marzo de 1574-Heidelberg, 19 de septiembre de 1610), Príncipe Elector del Palatinado, fue el único hijo sobreviviente de Luis VI del Palatinado y de Isabel de Hesse, llamado "Federico el Justo" (en alemán, Friedrich der Aufrichtige, en francés Frédéric IV le juste).

## Vida
Al morir su padre en octubre de 1583, Federico estuvo bajo la tutela de su tío Juan Casimiro del Palatinado-Simmern, un ardiente calvinista. El matemático y astrónomo calvinista Bartolomé Pitiscus fue tutor de Federico y más tarde se convirtió en predicador de la corte.
En enero de 1592, Federico asumió el gobierno del Electorado del Palatinado después de la muerte de Juan Casimiro. Federico continuó con las medidas anticatólicas de Juan Casimiro y en 1608 se convirtió en el jefe de la alianza militar protestante conocida como la Unión Protestante. Pronto cayó presa de alcoholismo, dejando los asuntos de Estado en gran parte a su primer ministro Cristián de Anhalt. Federico IV murió en 1610 en Heidelberg.

## Matrimonio e hijos
En 1593 se casó con Luisa Juliana de Orange-Nassau, hija de Guillermo de Orange y Carlota de Borbón. Tuvieron ocho hijos:
- Luisa Juliana (Heidelberg, 16 de julio de 1594 - Meisenheim, 28 de abril de 1640), se casó en 1612 con Juan II del Palatinado-Zweibrücken.
- Catalina Sofía (Heidelberg, 10 de junio de 1595 - 28 de junio de 1626).
- Federico V del Palatinado (16 de agosto de 1596 - 29 de noviembre de 1632).
- Isabel Carlota del Rin (19 de noviembre de 1597 - 26 de abril de 1660), casada en 1616 con el Elector Jorge Guillermo I de Brandeburgo.
- Ana Leonor (Heidelberg, 4 de enero de 1599 - Heidelberg, 10 de octubre de 1600).
- Luis Guillermo (Heidelberg, 5 de agosto de 1600 - Heidelberg, 10 de octubre de 1600).
- Mauricio Cristian (Heidelberg, 18 de septiembre de 1601 - Heidelberg, 28 de marzo de 1605).
- Luis Felipe (Heidelberg, 23 de noviembre de 1602 - Crossen, 6 de enero de 1655).